# NEWS CONCERT TOUR pacific 2007 2008 -THE FIRST TOKYO DOME CONCERT
『NEWS CONCERT TOUR pacific 2007 2008 -THE FIRST TOKYO DOME CONCERT-』（ニュース コンサート ツアー パシフィック 2007 2008 -ザ ファースト とうきょうドーム コンサート-）は日本の男性アイドルグループ、NEWSの3枚目のDVD。

## 概要
全国ツアー『NEWS CONCERT TOUR pacific』（2007年12月15日 - 2008年1月27日、10都市28公演）の2008年1月10日の初の東京ドーム公演の模様を収録（当初は東京ドームの公演は予定されていなかったが、追加公演という形で実現した）。
東京ドームでのMC、各地方ドキュメンタリーのほか、2007年10月に行なった初の台湾公演「NEWS FIRST CONCERT 2007 in Taipei」ライブ&ドキュメントも収録されている。
パッケージ等に違いがある。
初回・通常共に収録内容は同じで、2枚組。

### 初回生産限定
- スペシャルパッケージ/三方背ケース入
- 36Pブックレット
- ピクチャーレーベル

### 通常仕様
- 12Pブックレット

## 収録曲

### 本編映像

#### Disc 1
1. OVERTURE
2. weeeek
3. BEACH ANGEL
4. 裸足のシンデレラボーイ
5. 希望〜Yell〜
6. Stand Up!
7. Change the World
8. ゴメンネ ジュリエット - 山下智久
9. 愛のマタドール
10. Member Call by a DANCE SONG
11. SHOCK ME vs Devil or Angel
12. PRIVATE HEARTS - 小山慶一郎
13. なんとかなるさ - 小山慶一郎・山下智久・増田貴久
14. HAPPY MUSIC - 加藤成亮
15. DREAMS
16. 星をめざして
17. Fiesta
18. NANDE×2 DAME
19. サヤエンドウ
20. NEWSニッポン
21. 永遠色の恋
22. 真冬のナガレボシ
23. SNOW EXPRESS
24. キッス〜帰り道のラブソング〜 - テゴマス
25. 抱いてセニョリータ - 山下智久
26. 青春アミーゴ (修二と彰の曲)
27. ズッコケ男道 (関ジャニ∞の曲)
28. チラリズム - 小山慶一郎・加藤 成亮
29. 愛なんて - 手越祐也
30. 君想フ夜
31. code - 錦戸亮
32. VIBRATION
33. 紅く燃ゆる太陽
34. きらめきの彼方へ
35. チェリッシュ

#### Disc 2
1. TEPPEN
2. weeeek
3. 希望〜Yell〜
4. 太陽のナミダ
5. 夢の数だけ愛が生まれる
6. 星をめざして

（1月27日 ホットハウススーパーアリーナ公演）

### 特典映像

#### 番外編
※Disc2のみ収録
1. MC @ TOKYO DOME

- たまたまコンサートを見に来ていた嵐の櫻井翔と二宮和也が飛び入りでMCに参加した模様が収録されている。

1. NEWS CONCERT TOUR pacific 2007 2008 DOCUMENTARY
2. NEWS 1st CONCERT 2007 IN TAIPEI DOCUMENTARY